# Chloropoea ochreofasciata
Chloropoea ochreofasciata är en fjärilsart som beskrevs av Schultze 1920. Chloropoea ochreofasciata ingår i släktet Chloropoea och familjen praktfjärilar. Inga underarter finns listade i Catalogue of Life.